# بيلي تالبوت
بيلي تالبوت (بالإنجليزية: Billy Talbot)‏ هو مغن مؤلف ومغني أمريكي، ولد في 23 أكتوبر 1943 في نيويورك في الولايات المتحدة.

## وصلات خارجية
- الموقع الرسمي
- بيلي تالبوت على موقع IMDb (الإنجليزية)
- بيلي تالبوت على موقع ألو سيني (الفرنسية)
- بيلي تالبوت على موقع ميوزك برينز (الإنجليزية)
- بيلي تالبوت على موقع قاعدة بيانات الأفلام السويدية (السويدية)
- بيلي تالبوت على موقع أول ميوزيك (الإنجليزية)
- بيلي تالبوت على موقع ديسكوغز (الإنجليزية)
- بيلي تالبوت على موقع قاعدة بيانات الفيلم (الإنجليزية)
- بيلي تالبوت على موقع كينوبويسك (الروسية)